# Günther Cuntz
Günther Cuntz (* 12. November 1944) ist ein ehemaliger deutscher Fußballspieler und späterer Fußballtrainer. In der Saison 1967/68 hat Cuntz als Spieler des Karlsruher SC ein Spiel in der Fußball-Bundesliga absolviert
.

## Laufbahn
Günther Cuntz gehörte bis 1966/67 der erfolgreichen Amateurmannschaft des Karlsruher SC in der 1. Amateurliga Nordbaden an. In der Saison 1964/65 gewannen die KSC-Amateure die Meisterschaft, 1965/66 wurden sie Vierter und 1966/67 Vizemeister. Auch in den Spielen um die deutsche Amateurmeisterschaft gegen Holstein Kiel (6:3, 3:3) und die SpVgg Neu-Isenburg (4:5, 2:2) bewiesen die Nachwuchsspieler von Trainer Bernhard Termath – Mannschaftskameraden von Günther Cuntz wie Rolf Ackermann, Werner Hösl, Herbert Layh, David Scheu, Heinz Schneider, Heinz Schrodt – ihr Talent und bekamen zur Saison 1967/68 einen Lizenzspielervertrag für das Team vom Wildparkstadion. Neben den eigenen Amateuren wurden vom KSC vor der fünften Bundesligasaison aber auch noch die Verpflichtungen von Gérard Hausser, Jürgen Rynio, Klaus Slatina, Lutz Streitenbürger und die Rückholaktion von Günter Herrmann durchgeführt. Es wurde für den KSC und die vorherigen Amateure aber eine durch und durch negative Runde. Drei Trainer versuchten mit den Blau-Weißen vergeblich die Klasse zu erhalten: Paul Frantz, Georg Gawliczek und Ex-Nationalspieler Berni Termath. Mit 17:51 Punkten, darunter 3:31 Minuspunkte in den Auswärtsspielen, stieg der KSC 1967/68 als Tabellenletzter aus der Bundesliga ab. Am letzten Rundenspieltag, den 25. Mai 1968, wurde Cuntz von Termath in der 78. Minute für Schrodt bei einem 1:1 auf dem Betzenberg in der Bundesliga eingewechselt.
In seiner späteren Laufbahn hatte der in Durlach wohnhafte Pädagoge als Trainer im Amateurbereich unter anderem Stationen beim VfB Gaggenau, beim ASV Durlach (1984/85 bis 1990/91; 1997/98 bis 1999/00) und dem 1. FC Pforzheim. Mit dem ASV gewann er die Meisterschaften in der Bezirksliga und Landesliga und auch den Kreispokal. Im Brötzinger Tal betreute er den 1. FC Mitte der 90er in der Fußball-Oberliga Baden-Württemberg. Im Dezember 2005 wurde er Trainer beim Oberligisten FC Nöttingen. Diesen Posten behielt er bis zum Ende der Saison 2005/06.

## Sonstiges
Günther Cuntz ist der Sohn des ehemaligen Gauligaspielers von Phönix Karlsruhe, Otto Cuntz, und Vater des ehemaligen Fußballspielers Matthias Cuntz. Nach seiner Karriere arbeitete Günther Cuntz als Lehrer am Theodor-Heuss-Gymnasium Mühlacker und am Otto-Hahn-Gymnasium Karlsruhe.